# Hoonah
Hoonah bedeutet Dorf auf den Klippen und ist das größte Tlingit-Dorf in Alaska. Es liegt im Hoonah-Angoon Census Area, 40 Meilen westlich von Juneau auf Chichagof Island an der Icy Strait.
Das U.S. Census Bureau hat bei der Volkszählung 2020 eine Einwohnerzahl von 931 ermittelt, die traditionell von kommerziellem Fischfang und der Holzwirtschaft leben.
Im Sommer legen im privat betriebenen Hafen Icy Strait Point diverse Kreuzfahrtschiffe an.

## Geschichte
Hoonah war das Hauptdorf der Huna, einem Tlingit-Stamm.
1880 errichtete die North West Company hier ihren ersten Laden.
1881 wurde eine Presbyterianer Mission und eine Schule gebaut.
1887 überwinterten hier etwa 450 bis 500 Leute.
1901 wurde ein Postamt eingerichtet.
1912 erstellte die Hoonah Packing Co. eine große Konservenfabrik nördlich der Stadt.
1944 zerstörte ein Feuer einen großen Teil der Stadt und viele unschätzbare kulturelle Gegenstände der Tlingit.
Am 8. Juni 1946 erhielt Hoonah den Status einer City. 

## Verkehr
Aufgrund der isolierten Insellage gibt es nur zwei reguläre Transportmittel: Die Fähre und das Flugzeug.
Die täglich verkehrende Fähre M/V LeConte des AMHS verbindet Hoonah mit Juneau. Aus der Luft wird der Hoonah Airport von Wings of Alaska und L.A.B. Flying Service täglich mehrmals angeflogen.

## Demografie
Zum Zeitpunkt der Volkszählung im Jahre 2020 (U.S. Census 2020) hatte Hoonah 931 Einwohner auf einer Landfläche von 15,2 km². Von den Einwohnern waren 308 Weiße, einer afrikanisch-amerikanischer, 455 amerikanisch-indianischer Abstammung sowie drei Asiaten.
Beim Zensus im Jahr 2000 wurden 860 Einwohner gezählt, 2010 waren es 760.